# عبد الله فخر الدين
عبد الله فخر الدين كان الداعي السادس عشر للإسماعيلية الطيبية (توفي في 9 رمضان المعظم 809 هـ/ 16 شباط1407 م، في زيمرمر، باليمن) في تاريخ اليمن الإسلامي. وقد خلف الداعي الخامس عشر عباس بن محمد في المنصب الديني.

## العائلة
سيدنا عبد الله هو ابن علي بن سيدنا محمد، ابن الداعي الثاني عشر. أبناؤه هم سيدي حسين (توفي عام 1394)، وسيدي عبد المطلب نجم الدين (توفي عام 1408 في تعز )، وسيدنا الحسن بدر الدين الأول ، وسيدي أحمد (توفي عام 1418) وسيدنا علي شمس الدين بن عبد الله.

## الحياة
كان سيدنا عبد الله محاربًا استولى على حصن حمدة وشناصيب وضمهما إليه.
أصبح عبد الله فخر الدين داعيًا مُطلقًا سنة 779 هـ/ 1345 م. كانت مدة دعوته من سنة 779-809هـ (1377-1406م) مدة نحو 29 سنة هجرية و11 شهرًا ويوم واحد. اضطهد الإمام الزيدي المنصور علي بن صلاح الدين الإسماعيليين الطيبيين المتمركزين في ذمرمر/زيمرمر.
كان مأذونه (معاون ونائبه): سيدنا علي الشيباني، وسيدنا حسين وسيدنا حسن مكاسر، وسيدي عبد المطلب بن سيدنا عبد الله.

## الوفاة
وقد منح سيدنا النص للداعي السابع عشر الحسن بدر الدين الأول - ابنه - بعد وفاته عن عمر يناهز 85 عامًا. يقع قبر الداعي مع الداعي الرابع عشر والسابع عشر (المنصة المربعة الكبيرة) في حصن زيمارمار الذي يقع على قمة تل. المربع الصغير هو قبر نائهم (المأذون). وعلى قمة التل لا تزال بقايا المسجد والمباني وخزانات المياه موجودة.

## معرض الصور

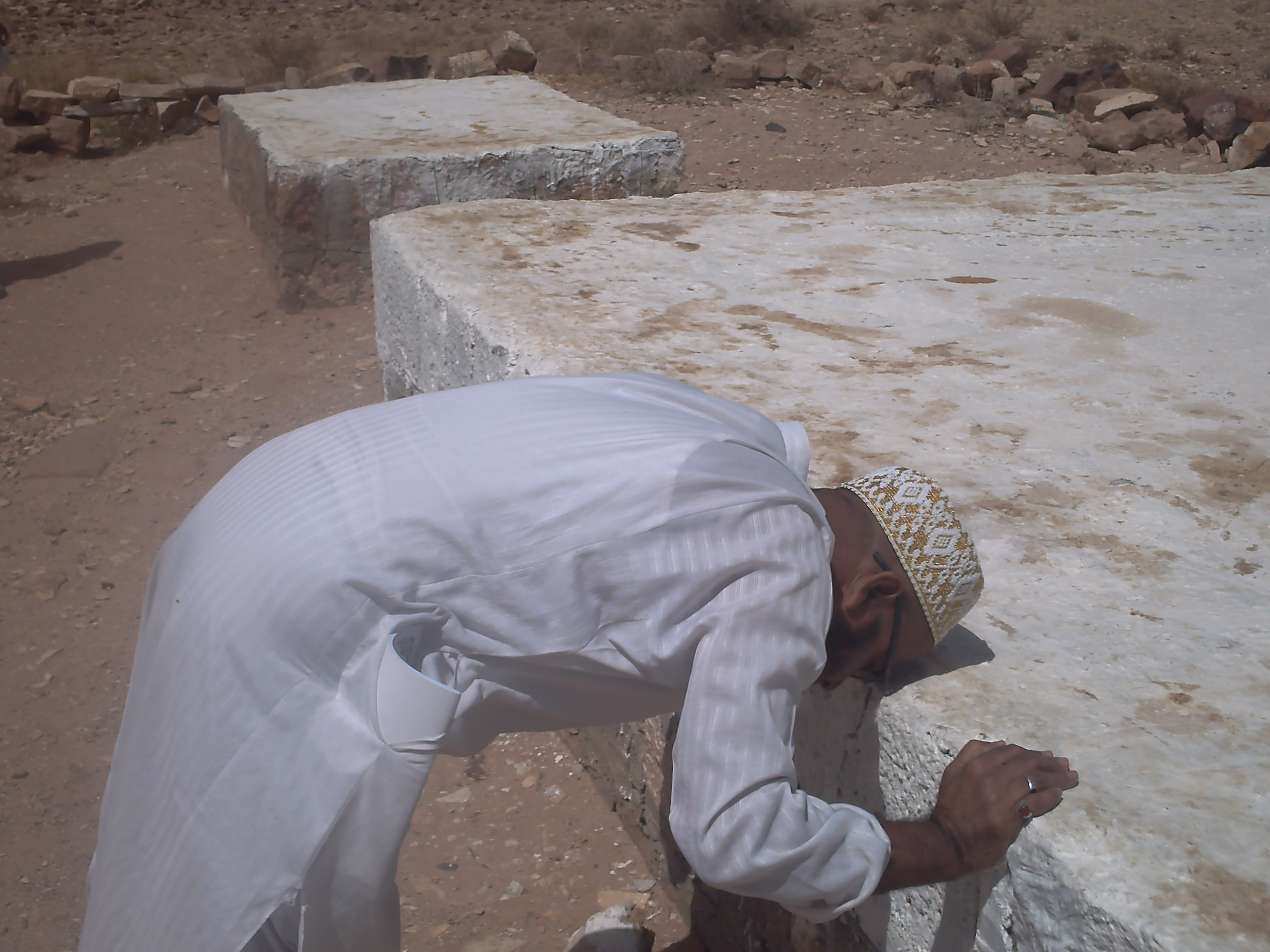
قبر الداعي الرابع عشر والسادس عشر والسابع عشر (الأكبر) حصن ذمارمر، اليمن
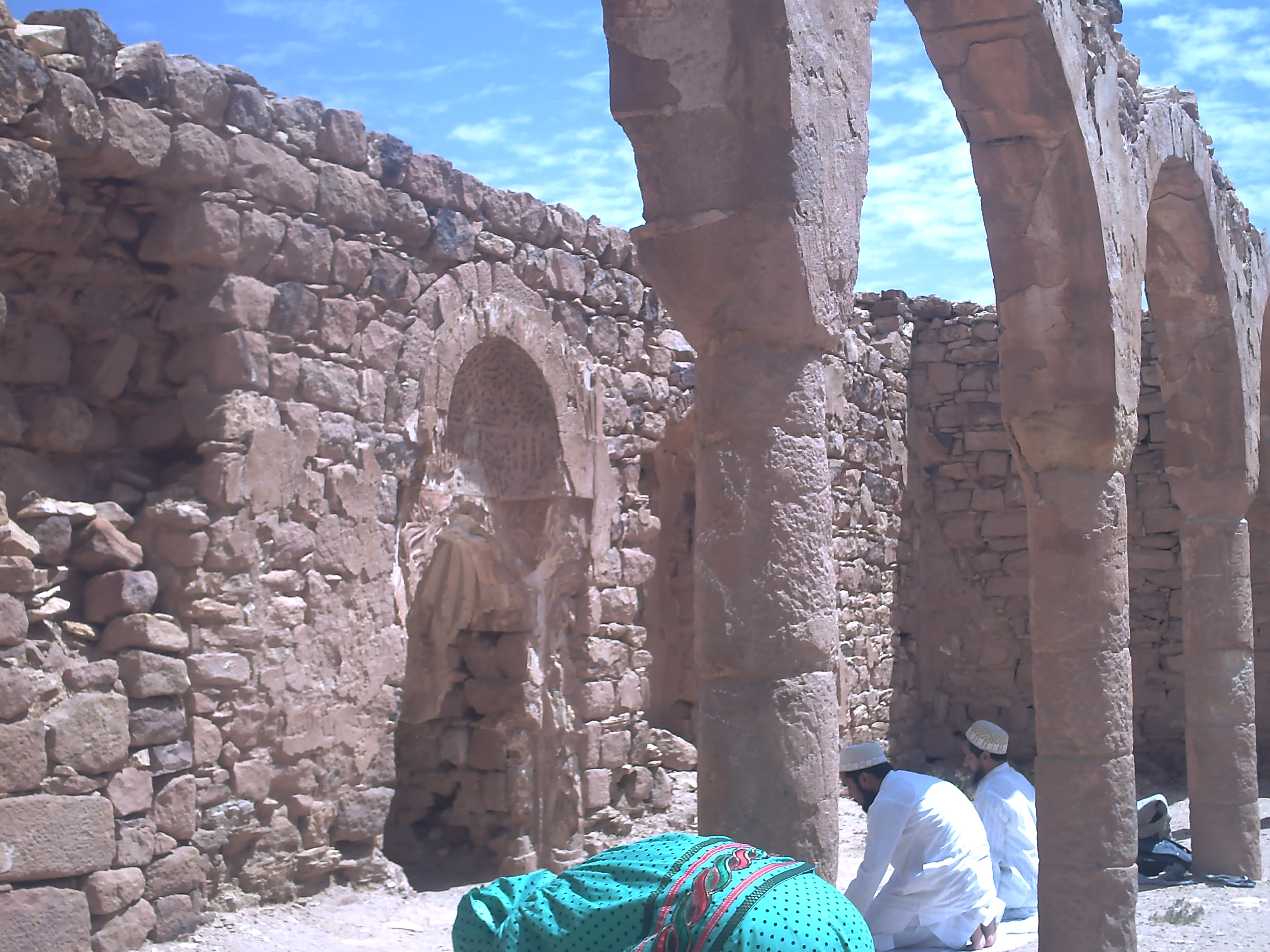
مسجد الأقدم، [2] مسجد الداعي في حصن ذيمارمر، اليمن
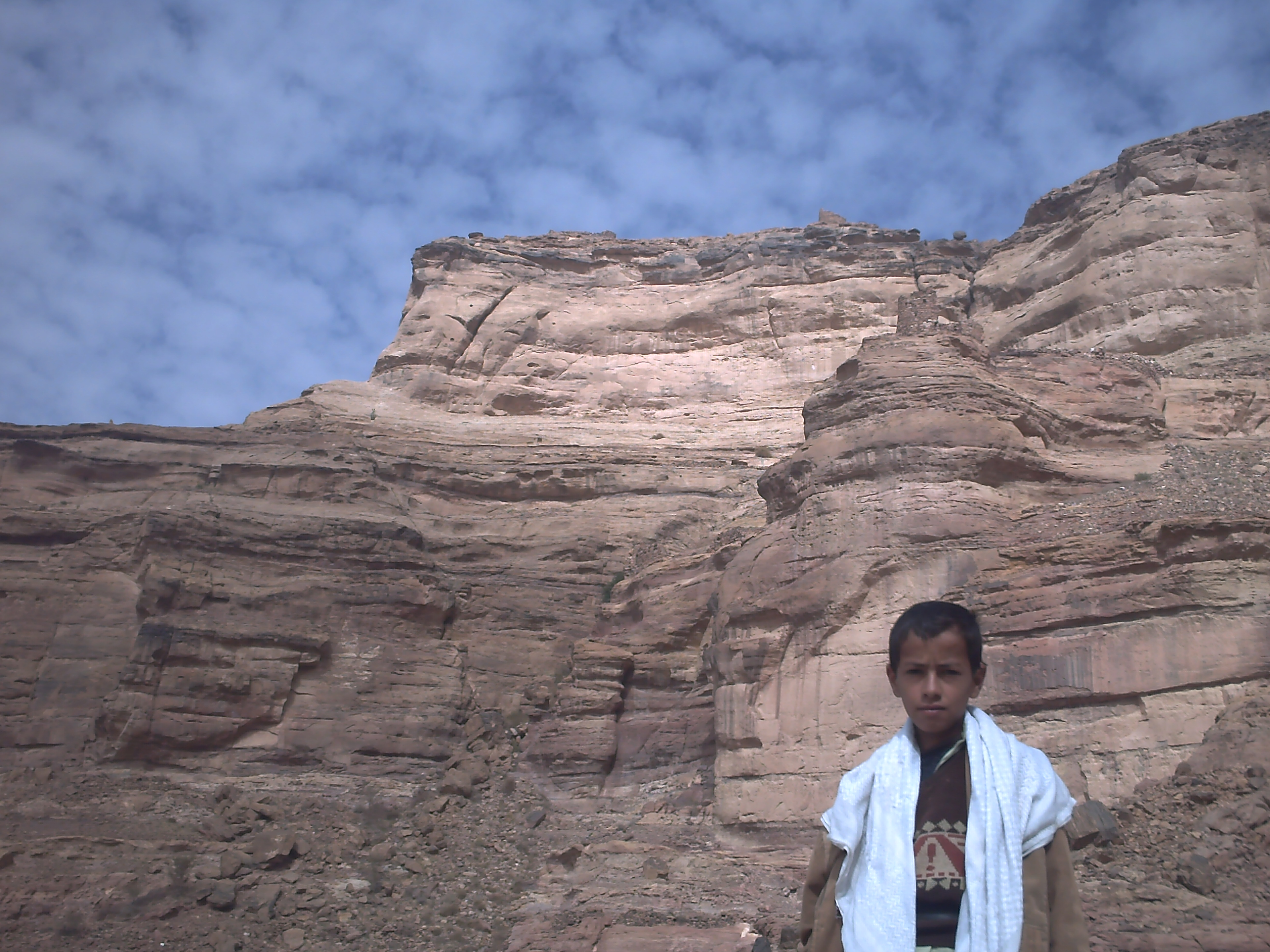
حصن زيمارمار على قمة التل
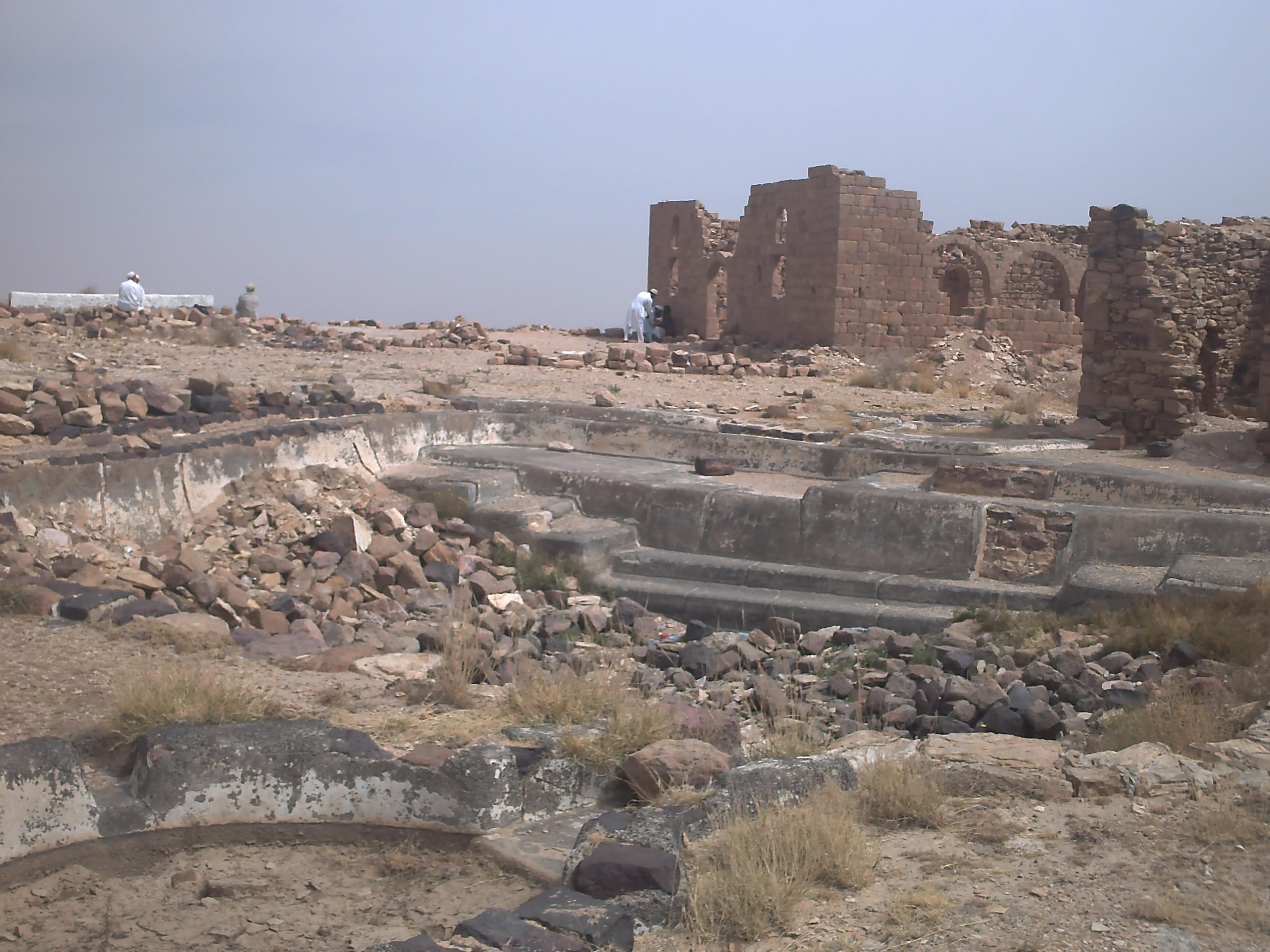
مسجد غاراف، بركة وما إلى ذلك على قمة التل